# 科克 (亞利桑那州)
科克（英語：Cork）是位於美國亞利桑那州葛蘭姆縣的一個非建制地區。該地的面積和人口皆未知。

## 地理
科克的座標為32°57′25″N 109°55′07″W / 32.95694°N 109.91861°W，而該地的平均海拔高度為842米（即2762英尺）。